# Lijst van personen uit St. John's
Deze lijst geeft een overzicht van personen die geboren zijn of woonachtig zijn of waren in de Oost-Canadese stad St. John's en een artikel hebben op de Nederlandstalige Wikipedia. De lijst is gerangschikt naar categorie en daarbinnen naar geboortedatum.

## Geboren in St. John's

### Kunstenaars
- Maurice Prendergast (1858-1924), kunstschilder
- Maurice Galbraith Cullen (1866-1934), kunstschilder
- Agnes Marion Ayre (1890-1940), kunstschilder, plantkundige, auteur, feminist
- Christopher Pratt (1935-2022), kunstschilder

### Toneel, televisie en film
- Donald Brian (1877-1948), musical- en filmacteur
- Shannon Tweed (1957), erotisch actrice
- Rick Mercer (1969), komiek
- Mark O'Brien (1984), film- en televisieacteur
- Alyssa Nicole Pallett (1985), erotisch actrice en model
- Percy Hynes White (2001), film- en televisieacteur

### Sport
- Harry Watson (1898-1967), ijshockeyer
- Brad Gushue (1980), curler
- Carl English (1981), basketballer
- Alex Newhook (2001), ijshockeyer

### Varia
- Raymond Lahey (1940), rooms-katholiek bisschop
- Robert Gellately (1943), historicus

## Overleden in St. John's
Deze categorie is bedoeld voor mensen die in St. John's overleden maar niet geboren zijn.

### Politiek
- Daniel Woodley Prowse (1834-1914), parlementslid, rechter en historicus
- Joey Smallwood (1900-1991), premier van Newfoundland

### Varia
- Shanawdithit (ca. 1801-1829), laatste Beothuk
- Thomas Ricketts (1901-1967), oorlogsheld

## Woonachtig/gewoond in St. John's
Deze categorie is bedoeld voor mensen die in St. John's wonen of gewoond hebben maar er niet geboren of overleden zijn.

### Politiek
- James Spearman Winter (1845-1911), jurist en politicus
- Helena Squires (1879-1959), parlementslid

### Muziek
- Seamus Creagh (1946-2009), violist

### Toneel, televisie en film
- Robert Joy (1951), film- en televisieacteur

### Sport
- Mark Nichols (1980), curler